# SM the Ballad
SM the Ballad (estilizado como S.M. THE BALLAD) es un proyecto musical surcoreano formado por S.M. Entertainment en 2010. El grupo ha publicado dos miniálbumes.

## Historia

### 2010: Debut yMiss You
«Miss You», el sencillo principal del primer miniálbum, originalmente llevaría el título «When It Began» y fue escrita como una canción a dúo para SHINee. Cuando Onew y Jonghyun de SHINee grabaron la canción, incluyeron una parte de rap realizada por Minho. S.M. Entertainment intentó incluir el sencillo en el álbum debut de SHINee en 2008. Debido a la incompatibilidad con la imagen del álbum, SHINee planeó lanzarla como sencillo. Después de algunos arreglos más, se decidió que la canción sería realizada por Xiah Junsu y Kyuhyun de Super Junior y Jonghyun. Dos meses antes del lanzamiento del álbum, Junsu dejó S.M. Entertainment. El plan final fue incluir a Jay Kim de TRAX y a un nuevo aprendiz de la agencia, llamado Jino, y la canción finalmente fue llamada como «Miss You». 
Con Jonghyun, Kyuhyun, Jay y Jino en la formación final, SM the Ballad debutó con «Miss You» en Inkigayo el 28 de noviembre de 2010, lanzando el miniálbum el 29 de noviembre.

### 2014: Cambio en la formación yBreath
El 3 de febrero de 2014, S.M. Entertainment reveló que Changmin de TVXQ, Yesung de Super Junior, Taeyeon de Girls' Generation, Krystal de F(x), Chen de EXO, Zhou Mi y Zhang Li Yin junto al miembro original, Jonghyun, habían sido los elegidos para lanzar un nuevo álbum de la subunidad. S.M. explicó: «SM the Ballad está preparando su regreso, daremos detalles pronto». Un tiempo después se anunció que la lista de canciones incluirían temas en coreano, japonés y chino.
El 12 de febrero, los miembros de SM the Ballad (a excepción de Yesung y Changmin) se presentaron en un recital interpretando las nuevas canciones del segundo miniálbum Breath que fue lanzado el 13 de febrero.
El 13 de febrero se lanzó el vídeo musical para «Breath» en sus tres versiones: La versión coreana está realizada por Taeyeon de Girls'  Generation y Jonghyun de SHINee, mientras que la versión china está realizada por Zhang Li Yin y Chen de EXO, y la versión japonesa está cantada por Changmin de TVXQ y Krystal de F(x). La canción habla sobre los sentimientos de un hombre y una mujer, tras la ruptura. Los vídeos musicales de todas las versiones cuentan con escenas de Mimi, drama protagonizado por Changmin y la actriz Moon Ga Young.
SM the Ballad lanzó otro grupo de vídeo musicales para su segunda canción a promocionar, llamada «Blind» que es una dramática balada sobre un hombre que elige dejar ir a su ser amado porque el amor es demasiado grande. La versión coreana y japonés es cantada por Yesung de Super Junior, mientras que la versión china es cantada por Zhou Mi de Super Junior-M.

## Miembros
| Integrantes      | Integrantes      | Integrantes          | Integrantes          | Integrantes                                            | Integrantes                                   | Integrantes       |
| Nombre artístico | Nombre artístico | Nombre de nacimiento | Nombre de nacimiento | Fecha de nacimiento                                    | Lugar de nacimiento                           | Grupo             |
| Romanización     | Hangul           | Romanización         | Hangul/Hanja         | Fecha de nacimiento                                    | Lugar de nacimiento                           | Grupo             |
| ---------------- | ---------------- | -------------------- | -------------------- | ------------------------------------------------------ | --------------------------------------------- | ----------------- |
| Yesung           | 예성             | Kim Jong Woon        | 김종운               | 24 de agosto de 1984 (40 años)                         | Seúl, Corea del Sur                           | Super Junior      |
| Zhou Mi          | 조미             | Zhōu Mì              | 周覓                 | 19 de abril de 1986 (38 años)                          | Wuhan, Hubei, China                           | Super Junior-M    |
| Changmin         | 창민             | Shim Chang Min       | 심창민               | 18 de febrero de 1988 (37 años)                        | Seúl, Corea del Sur                           | TVXQ              |
| Taeyeon          | 태연             | Kim Tae Yeon         | 김태연               | 9 de marzo de 1989 (36 años)                           | Jeonju, Jeolla del Norte, Corea del Sur       | Girls' Generation |
| Chen             | 첸               | Kim Jong Dae         | 김종대               | 21 de septiembre de 1992 (32 años)                     | Siheung, Provincia de Gyeonggi, Corea del Sur | EXO               |
| Krystal          | 크리스탈         | Krystal Jung         | 크리스탈 정          | 24 de octubre de 1994 (30 años)                        | San Francisco, California, Estados Unidos     | f(x)              |
| Exintegrantes    |                  |                      |                      |                                                        |                                               |                   |
| Jay Kim          | 제이 김          | Kim Gyun Woo         | 김견우               | 8 de abril de 1983 (41 años)                           | California, Estados Unidos                    | TRAX              |
| Kyuhyun          | 규현             | Cho Kyu Hyun         | 조규현               | 03 de febrero de 1988 (37 años)                        | Seúl, Corea del Sur                           | Super Junior      |
| Jino             | 진호             | Jo Jin Ho            | 조진호               | 17 de abril de 1992 (32 años)                          | Daejeon, Corea del Sur                        | Pentagon (2016)   |
| Zhang Liyin      | 장리인           | Zhāng Lìyǐn          | 張力尹               | 28 de febrero de 1989 (36 años)                        | Chengdu, Sichuan, China                       | —                 |
| Jonghyun         | 종현             | Kim Jong Hyun        | 김종현               | 8 de abril de 1990 - 18 de diciembre de 2017 (27 años) | Seúl, Corea del Sur                           | SHINee            |

Línea de tiempo

## Discografía
| Título                                          | Año  | Mejores posiciones | Ventas         |
| Título                                          | Año  | COR Gaon           | Ventas         |
| ----------------------------------------------- | ---- | ------------------ | -------------- |
| S.M. The Ballad Vol. 1 – 너무 그리워 (Miss You) | 2010 | —                  | - COR: 23 162+ |
| SM the Ballad Vol. 2 – Breath                   | 2014 | 1                  | - COR: 41 506+ |

## Videos musicales
| Año  | Canción     | Intérpretes         | Video Oficial    |
| ---- | ----------- | ------------------- | ---------------- |
| 2010 | "Miss You"  | SM The Ballad       | Video Musical    |
| 2010 | "Hot Times" | SM The Ballad       | Video Musical    |
| 2014 | "Breath"    | Taeyeon y Jonghyun  | Versión Coreana  |
| 2014 | "Breath"    | Changmin y Krystal  | Versión Japonesa |
| 2014 | "Breath"    | Zhang Li Yin y Chen | Versión China    |
| 2014 | "Blind"     | Yesung              | Versión Coreana  |
| 2014 | "Blind"     | Yesung              | Versión Japonesa |
| 2014 | "Blind"     | Zhou Mi             | Versión China    |

## Otras plataformas
El 4 de enero de 2011, SM Entertainment junto a NEOWIZ Internet Corportation Ltd. lanzaron una aplicación para IPhone que cuenta con el primer miniálbum Miss You. La aplicación incluye la lista de canciones, una galería de imágenes y un reloj, así como también los videos musicales de "Miss You" y "Hot Times". 